# جون بي. ريد
جون بي. ريد (بالإنجليزية: John B. Reid)‏ هو مدرب كرة سلة أمريكي، ولد في 25 فبراير 1896 في وودفيل في الولايات المتحدة، وتوفي بنفس المكان في 21 ديسمبر 1963 بسبب سرطان البروستاتا.